# Lee Tae-ri
Lee Min-ho (en hangul, 이민호) más conocido como Lee Tae-ri (hangul: 이태리; hanja: 李泰利; RR: I Taeri), es un actor surcoreano.

## Biografía
Tiene una hermana mayor.
Estudió teatro y cine en la Universidad Chung-Ang.

## Carrera
Es miembro de la agencia "Starhaus Entertainment" (스타하우스 엔터테인먼트) desde junio del 2018. Poco después la agencia anunció que Min-ho trabajaría bajo el nombre artístico de "Lee Tae-ri", para evitar que lo confundiera con el actor Lee Min-ho.
El 3 de enero del 2005 se unió al elenco principal de la serie infantil Magic Warriors Mir & Gaon donde interpretó a Gaon, hasta el final de la serie el 1 de diciembre del mismo año.
El 21 de marzo del 2012 se unió al elenco principal de la serie Rooftop Prince donde dio vida a Song Man-bo, un joven prodigio y uno de los miembros del equipo del Príncipe Lee Gak (Park Yoo-chun), a quien ayuda para resolver el asesinato de la Princesa Heredera Young Hwa-yong (Jeong Yu-mi), hasta el final de la serie el 24 de mayo del mismo año.
Ese mismo año se unió al elenco de la serie The Great Seer donde interpretó al Rey Woo.
El 4 de abril del 2013 apareció como parte del elenco principal de la película Running Man donde dio vida a Cha Gi-hyuk, el hijo de Cha Jong-woo (Shin Ha-kyun).
En julio del mismo año se unió al elenco recurrente de la serie The Blade and Petal (también conocida como "Sword and Flower") donde interpretó al Príncipe Heredero Hwangwon, el hijo del Rey Yeongnyu (Kim Yeong-cheol) y un miembro de su facción.
En diciembre del mismo año se unió al elenco recurrente de la serie Prime Minister & I donde dio vida a Park Hee-chul, el ayudante de Nam Da-jung (Im Yoon-ah).
El 24 de junio del 2015 apareció como parte del elenco recurrente de la película Northern Limit Line donde interpretó al soldado Kwon Ki-hyeong.
En agosto del 2017 se unió al elenco recurrente de la serie Hospital Ship donde dio vida a Song Woo-jae, un estudiante y el hermano menor de Song Eun-jae (Ha Ji-won).
El 1 de octubre del 2018 se unió al elenco recurrente de la serie The Beauty Inside donde interpretó a Jung Joo-hwan, la mano derecha y secretario de Seo Do-jae (Lee Min-ki), hasta el final de la serie en noviembre del mismo año.
En diciembre del mismo año se unió al elenco de la serie Coffee, Do Me a Favor donde dio vida a Moon Jung-won, el mejor amigo de Im Hyun-woo (Yong Jun-hyung), quien trabaja en una empresa importante pero que sueña con ser un actor musical.
El 26 de junio del 2019 realizó una aparición especial en la serie Search: WWW donde interpretó al artista de webtoon Godori.
El 2 de octubre del mismo año se unió al elenco principal de la serie Extraordinary You donde dio vida al misterioso estudiante Jin Mi-chae, hasta el final de la serie el 21 de noviembre del mismo año.
El 1 de marzo de 2022 se confirmó que se había unido al elenco de la serie Bloody Heart, donde dará vida a Park Nam-sang, el único hijo de Park Kye-won (Jang Hyuk), un joven que fue criado con grandes expectativas.

## Filmografía

### Series de televisión
| Año     | Título                                | Personaje                           | Notas                     | Ref.   |
| ------- | ------------------------------------- | ----------------------------------- | ------------------------- | ------ |
| 1998    | Soonpoong Clinic                      | Jung-bae                            |                           |        |
| 1998    | Legend of Ambition                    | Ha Seung-jun                        |                           |        |
| 1998    | The Great King's Road                 | Eun Jeon-goon                       |                           |        |
| 1998    | Sunflower                             | Hijo de Park Sun-deok               |                           |        |
| 1999    | Woman on Top                          | -                                   |                           |        |
| 2000    | Drama City: Like an Innocent Comic    | -                                   | 1 episodio                |        |
| 2001    | Empress Myeongseong                   | Emperador Sunjong                   |                           |        |
| 2002    | Jang Hee-bin                          | Príncipe Yeoning (Yeongjo)          |                           |        |
| 2002    | People in the Zoo                     | Jung Min-ho                         |                           |        |
| 2004    | Jang Gil San                          | Jung Do-ryeong                      |                           |        |
| 2005    | Magic Warriors Mir & Gaon             | Gaon                                | 175 episodios             |        |
| 2006    | Love and Ambition                     | Sang-woo                            |                           |        |
| 2006    | Exhibition of Fireworks               | Bong-chang                          |                           |        |
| 2006    | High Kick!                            | Lee Soon-jae (de joven)             |                           |        |
| 2007    | Gangnam Mom                           | Do Joon-yong                        |                           |        |
| 2008    | The Deacon and Deaconess              | Ye-jun                              |                           |        |
| 2009    | Drama Special: "My Dad Loves Trouble" | Jin-soo                             |                           |        |
| 2010    | Grudge: The Revolt of Gumiho          | Jo Jung-kyu                         |                           | [ 17 ] |
| 2010    | Sungkyunkwan Scandal                  | Bok-soo                             | 2 episodios               |        |
| 2010    | Stormy Lovers                         | Lee Hyung-woo                       |                           |        |
| 2011    | The Thorn Birds                       | Lee Young-jo (de joven)             |                           |        |
| 2011    | Gyebaek                               | Moon-geun (de adolescente)          |                           |        |
| 2011    | A Thousand Kisses                     | Moon Gi-joon                        | Ep. 22                    |        |
| 2011    | TV Cultural Center - "Eomjine"        | Seok-ho                             | 1 episodio                |        |
| 2012    | Moon Embracing the Sun                | Príncipe Yang-myung (de joven)      |                           |        |
| 2012    | Rooftop Prince                        | Song Man-bo                         | 20 episodios              |        |
| 2012    | The Great Seer                        | Rey Woo                             |                           |        |
| 2013    | The Blade and Petal                   | Príncipe Heredero Hwangwon          |                           |        |
| 2013-14 | Prime Minister & I                    | Park Hee-chul                       |                           |        |
| 2015    | Splendid Politics                     | Gran Príncipe Bongrim (Rey Hyojong) |                           |        |
| 2016    | Good People                           | Lee Ye-joon                         |                           |        |
| 2017    | Housewife Detective                   | Hwang Chul-min                      |                           |        |
| 2017    | Man to Man                            | Mo Jae-young                        |                           |        |
| 2017    | Hospital Ship                         | Song Woo-jae                        |                           |        |
| 2018    | Coffee, Do Me a Favor                 | Moon Jung-won                       |                           |        |
| 2018    | The Beauty Inside                     | Jung Joo-hwan                       |                           |        |
| 2019    | Drama Special: "The Curling Team"     | Min-woo                             | Serie web, 4 episodios    |        |
| 2019    | Voice 3                               | Tomoyuki                            | Ep. 2                     |        |
| 2019    | Search: WWW                           | Godori                              | Ep. 7                     |        |
| 2019    | Extraordinary You                     | Jin Mi-chae                         | 32 episodios              | [ 18 ] |
| 2020    | Tale of the Nine Tailed               | Imoogi ("Terry")                    |                           | [ 19 ] |
| 2020    | True Beauty                           | Wang Hyun-bin                       | Aparición especial, ep. 1 | [ 20 ] |
| 2022    | Bloody Heart                          | Park Nam-sang                       |                           | [ 16 ] |
| 2023    | Destined With You                     | Kim Wook                            |                           | [ 21 ] |

### Series web
| Año  | Título                         | Personaje      | Notas       |
| ---- | ------------------------------ | -------------- | ----------- |
| 2014 | Teleport Lover (텔레포트 연인) | Han Dong-hyeok | 4 episodios |

### Películas
| Año  | Título                                    | Personaje                  | Notas                                                                                      | Ref.          |
| ---- | ----------------------------------------- | -------------------------- | ------------------------------------------------------------------------------------------ | ------------- |
| 2001 | Waikiki Brothers                          | In-ki (de joven)           | junto a Park Won-sang, Oh Kwang-rok, Lee Eol, Hwang Jung-min, Ryoo Seung-bum y Park Hae-il |               |
| 2002 | Show Show Show                            | Eun-ryong                  | junto a Lee Sun-kyun, Ahn Jae-hwan, Park Sun-young, Kim Hye-ok y Park Chul-min             |               |
| 2007 | Le Grand Chef                             | Sung-chan (de joven)       | junto a Kim Kang-woo, Lee Ha-na, Im Won-hee, Jung Eun-pyo y Kim Seong-won                  |               |
| 2009 | Actually, I am a Superman                 | Joven                      |                                                                                            |               |
| 2010 | Be With Me - "Ghost Boy"                  | Park Chul-min              | junto a Lee Pung-woon, Park Won-sang, Shin Ji-soo, Kim Kkot-bi y Han Ye-ri                 |               |
| 2012 | Howling                                   | Hijo de Jo Sang-gil        | junto a Song Kang-ho, Lee Na-young, Shin Jung-geun, Lee Sung-min y Nam Bo-ra               | [ 23 ] [ 24 ] |
| 2013 | Running Man                               | Cha Gi-hyuk                | junto a Shin Ha-kyun, Kim Sang-ho, Jo Eun-ji, Oh Jung-se, Joo Hyun y Kim Eui-sung          |               |
| 2014 | School of Youth: The Corruption of Morals | Mok-won                    | junto a Bae Seul-ki, Ahn Yong-joon, Sung Eun y Baek Bong-ki                                |               |
| 2015 | Northern Limit Line                       | Kwon Ki-hyeong             | junto a Kim Mu-yeol, Jin Goo, Lee Hyun-woo, Lee Wan, Kim Ji-hoon y Jang Eui-soo            |               |
| 2016 | Time Renegades                            | Kang Seung-beom (de joven) | junto a Im Soo-jung, Jo Jung-suk, Lee Jin-wook, Jung Jin-young, Lee Ki-woo y On Joo-wan    | [ 25 ]        |
| 2018 | Mysterious Fighter Project A              | Leon                       | junto a Li Lung-kay                                                                        |               |
| 2018 | The Bittersweet                           | Xiaoma                     | junto a Océane Zhu                                                                         |               |
| 2018 | The Wrath (Woman's Wail)                  | Hae Cheon-bi               | junto a Seo Young-hee, Son Na-eun, Park Min-ji, Son Sung-yoon y Park Joo-mi                | [ 26 ]        |
| 2020 | Anastasia                                 | Príncipe Lee               | junto a Emily Carey, Amiah Miller, Brandon Routh, Aliyah Moulden y Donna Murphy            | [ 27 ]        |

### Aparición en programas de variedades
| Año              | Título              | Notas                                             |
| ---------------- | ------------------- | ------------------------------------------------- |
| 2012, 2015, 2019 | Radio Star          | 4 episodios - (ep. #244-245, 449, 605) - invitado |
| 2018             | King of Mask Singer | (ep. #165) - concursó como "Fire Engine"          |

### Presentador
| Año  | Evento                     | Notas                    |
| ---- | -------------------------- | ------------------------ |
| 2020 | 2020 The Fact Music Awards | presentador de categoría |

### Aparición en videos musicales
| Año  | Intérpretes | Canción                                          | Notas  |
| ---- | ----------- | ------------------------------------------------ | ------ |
| 2012 | 2BiC (투빅) | "Made Yet Another Woman Cry" (또 한 여잘 울렸어) | [ 29 ] |

### Musicales
| Año  | Título                    | Personaje | Notas                 |
| ---- | ------------------------- | --------- | --------------------- |
| 2005 | Magic Warriors Mir & Gaon | Gaon      |                       |
| 2006 | Children Alchemist        | Santiago  |                       |
| 2012 | La Cage Aux Folles        | Albin     | junto a Lee Chang-min |

### Anuncios
| Año  | Título                                | Notas |
| ---- | ------------------------------------- | ----- |
| 1999 | 교원구몬 구몬학습                     |       |
| 1999 | 롯데삼강 토끼사냥                     |       |
| 1999 | 삼성당                                |       |
| 1999 | 농심 애콘                             |       |
| 1999 | 종근당 자황 (심형래와 함께 함께 출연) |       |
| 1999 | 샤니 포켓몬스터빵                     |       |
| 2001 | 농심 조청유과                         |       |
| 2006 | LG전자 엑스캔버스 - '타임머신 기술'편 |       |
| 2012 | G마켓 스타샵                          |       |
| 2012 | 삼성 갤럭시 노트                      |       |

## Embajador
| Año  | Título                                                                           | Notas                | Ref.   |
| ---- | -------------------------------------------------------------------------------- | -------------------- | ------ |
| 2012 | Embajador Honorario de la Juventud para Ministry of Gender Equality and Family   | junto a Kim Yoo-jung | [ 31 ] |
| 2015 | Embajador Estudiantil para la Universidad Chung-Ang                              | junto a Jin Se-yeon  |        |
| 2015 | Embajador Honorario para "CAPA" (Confederation of Asian and Pacific Accountants) | junto a Luna         |        |

## Premios y nominaciones
| Año  | Premio          | Categoría                                          | Trabajo                | Resultado |
| ---- | --------------- | -------------------------------------------------- | ---------------------- | --------- |
| 2007 | SBS Drama Award | Best Young Actor                                   | Gangnam Mom            | Nominado  |
| 2012 | MBC Drama Award | Best Young Actor                                   | Moon Embracing the Sun | Nominado  |
| 2019 | MBC Drama Award | Best Supporting Cast in a Wednesday-Thursday Drama | Extraordinary You      | Nominado  |